# Polarexpeditionen 1925

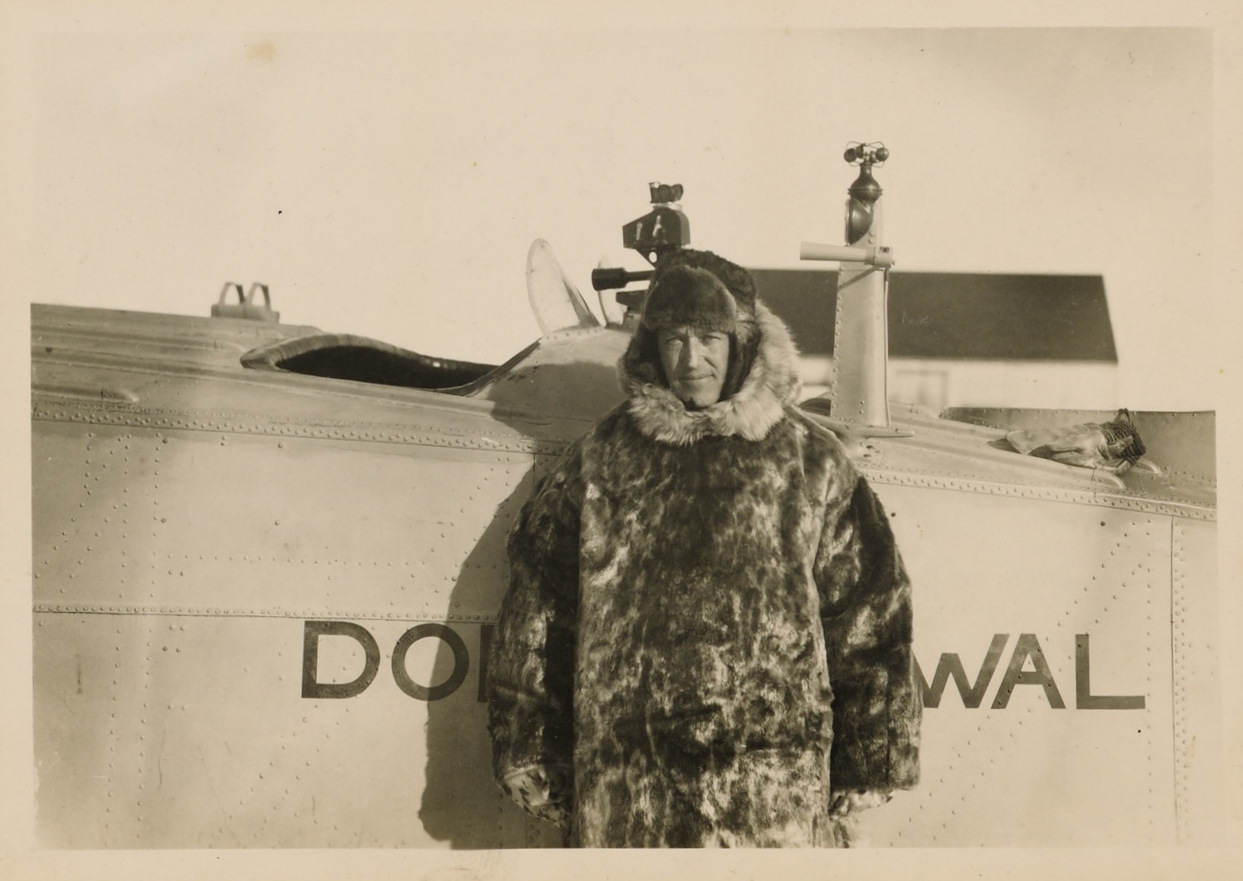
Lincoln Ellsworth på Svalbard för avresan

Polarexpeditionen 1925 var ett försök att med två flygbåtar flyga till Nordpolen
För expeditionen införskaffade Roald Amundsen två stycken Dornier Wal flygbåtar från fabriken i Tyskland. Flygplanen registrerades under beteckningarna N 24 och N 25. 
Historikerna är inte eniga i sina slutsatser om målet med expeditionens mål var att bli först till Nordpolen eller om expeditionens syfte var att samla erfarenhet inför luftskeppsexpeditionen ett år senare. En av expeditionens största sponsorer var den amerikanske bankmannen James Ellsworth som ställde upp med 100 000 dollar med det villkoret att hans son Lincoln gavs en plats i expeditionen.
De båda flygbåtarna startade från Ny-Ålesund på Spetsbergen 21 maj 1926. Efter cirka åtta timmars flygning bestämde sig Amundsen för att de skulle landa för att göra en exakt positionsbestämning. De valde en lång vak, eftersom ismassorna pressades ihop av drivis förslöts vaken. För att inte flygbåtarna skulle krossas beslöt man att dra upp dem på isflaket. Besättningen från båda flygbåtarna lyckades med stor arbetsinsats rädda upp N-25 på isen. På isflaket utförde man den planerade positionsbestämningen som visade att man var  87° 44' nord. Till nordpolen var det ytterligare 271 kilometer. För att kunna starta från isen blev de tvungna till att skapa en 500 meter lång relativt slät yta som kunde användas som startbana. Efter att de stampat snö i 24 dagar kunde man starta färden 15 juni med alla sex ombord. För att spara vikt kastades allt onödigt från flygbåten före start men det var ändå problem med bränslemängden. Man beräknade att den skulle räcka till Svalbards kust. Nästa morgon när de fick se sälfångstfartyget Sjøliv beslöt man att landa och be om bogsering. Bogseringen misslyckades och man tvingades att överge fartyget i Brännvinsbukten nära Hinlopenstretet. Fartyget fortsatte med besättningen till Ny-Ålesund. Några dagar senare flyger Riiser-Larsen flygbåten till Ny-Ålesund där den lastas ombord på kollastfartyget Albr. W. Selmer för vidare transport till Horten. Dagen efter den 5 juli startar man från Horten och flyger till Oslo med alla sex expeditionsdeltagarna ombord.

## N-24
Besättningen ombord på flygbåten var piloten Leif Ragnar Dietrichson, navigatören Lincoln Ellsworth och mekanikern Oskar Omdal. Flygbåten skadades i samband med landningen i vaken, och när ismassorna pressade ihop vaken och efter bedömningen av flygbåtens skador besköt man att överge den. Man överförde resterande bensin till N-25

## N-25

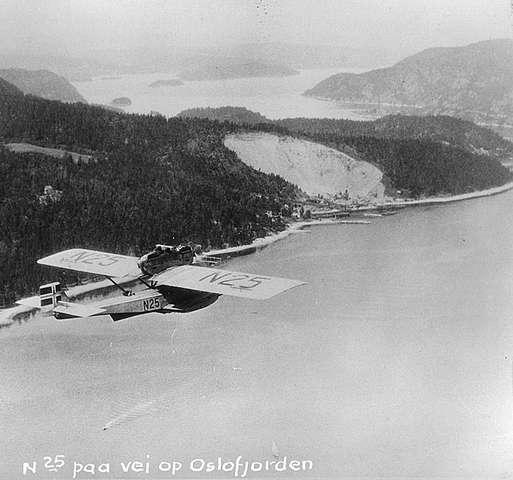
N-25 över Oslofjorden, återvänder från polfärden

Besättningen ombord på flygbåten var piloten Hjalmar Riiser-Larsen, navigatören Roald Amundsen och mekanikern Karl Feucht. 
- Flygplanets vidare öde:

Under hösten 1925 kommer den australisk-brittiske polarforskaren Hubert Wilkins för att undersöka möjligheterna att få köpa flygbåten till en flygning mellan Alaska och Spetsbergen. Det blir ingen affär av utan flygbåten blir kvar i Bunnefjorden utanför Oslo.
Under mars månad 1927 använde man flygbåten till ett prov av flyglinjen Oslo till Harwich via Kristiansand och Amsterdam. Därefter köpte irländaren Frank Courtney flygbåten till sin planerade tur och returflygning mellan Europa och New York. Flygbåten gavs registreringskoden G-EBQO i det brittiska UK Aircraft Register. Före avfärden bytte man ut de två originalmotorerna mot nya Napier Lion-motorer. På grund av motorbrand tvingades man nödlanda 600 kilometer från Newfoundland 26 juni 1928, och man sände ut nödsignaler. Efter att man drivit på vattnet i ett dygn räddades man fartyget S/S Minnewaska från Red Star Line. Eftersom fartyget inte kunde lyfta ombord flygbåten tvingades man överge den. Fem dagar senare kom det italienska lastfartyget Valprato som hört nödsignalen fram till haveriplatsen och lyfte ombord flygbåten. När fartyget nådde Italien lastades flygbåten. Därefter såldes den till Wolfgang von Gronau i Tyskland och registrerades in i det tyska luftfartygsregistret under koden D-1422. von Gronau använde flygbåten i sin flygskola DVS (Deutsche Verkehrsfliegerschule) på ön Sylt i Nordsjön. Under 1930 genomförde han en transatlantisk flygning med flygbåten och landade i New York den 26 augusti 1930 som den första att flyga från Europa till New York. (Hermann Köhl genomförde sin flygning 1928, men han nådde bara nästan fram)
Flygbåten fraktades åter till Tyskland med båt och användes i skolverksamheten fram till 1932. Samma år övertogs den av Deutsches Museum som placerade flygbåten i München. Under andra världskriget förstördes den under ett bombangrepp 1944.
- Wikimedia Commons har media som rör Polarexpeditionen 1925.